# Martine Van de Walle
Pour les articles homonymes, voir Van de Walle.
Martine van de Walle (née le 20 novembre 1968 à Lokeren) est une artiste belge originaire du Pays de Waes.
Des thèmes récurrents sont des natures mortes avec des fleurs et des fruits dans lesquelles les cerises jouent souvent le rôle principal.
Son style est caractérisé par les effets de lumière et l’utilisation des couleurs.

## Biographie
Elle a obtenu sa formation à l’Académie des Beaux-Arts de la ville de Saint-Nicolas (2003-2007) auprès, entre autres, de Guy Van Assche, Roland Massa, Jacques Neve et Marijke Pijl. Ensuite, elle a suivi des cours particuliers dans les écoles de Maarten Boffé et du peintre artistique anversois Firmin Janssens. C'est surtout ce dernier qui lui a appris les techniques artisanales et traditionnelles des vieux maîtres. Ses tableaux sont influencés par l'école hollandaise et surtout par l'œuvre de Willem Dolphyn.
En décembre 2008, elle fut la seule artiste belge invitée au Salon de la Société nationale des beaux-arts dans le Carrousel du Louvre à Paris. Ses tableaux y ont été récompensés avec le prix d'honneur du salon.